# 발도르프 (바덴뷔르템베르크주)

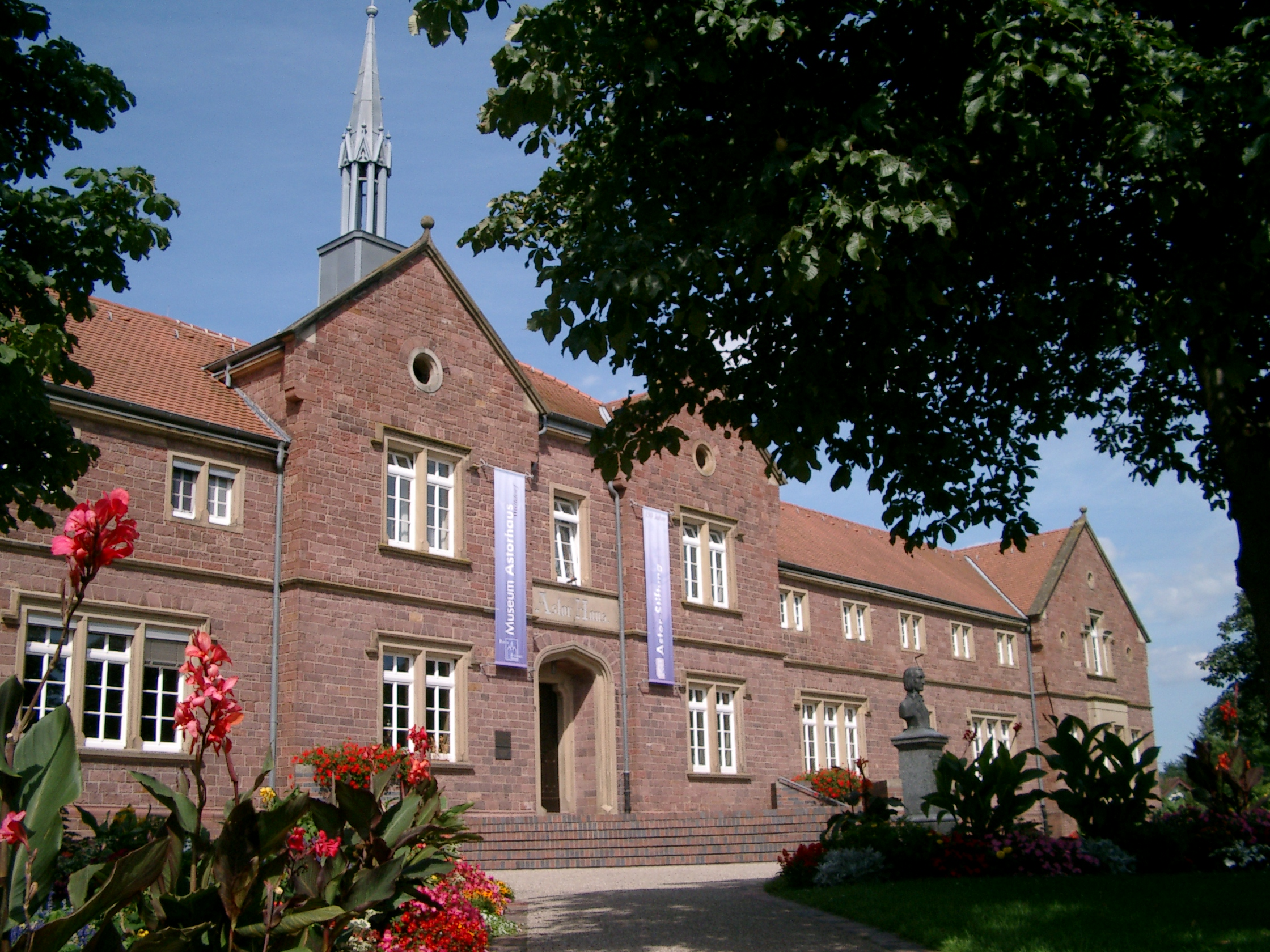

발도르프(Walldorf)는 독일 바덴뷔르템베르크주의 도시이다.